# Alonso Ramos Gavilán
Fray Alonso Ramos Gavilán y Díaz O.S.A. (Huamanga, ca. 1570 - Lima, ca. 1639) fue un religioso de la Orden de San Agustín y cronista criollo, autor de un célebre libro sobre la Virgen de Copacabana. 

## Biografía
Fueron sus padres los criollos huamanguinos Alonso Ramos Gavilán y Luisa Díaz. Posible nieto del conquistador Diego Gavilán, encomendero y fundador de Huamanga. Inició estudios en su ciudad natal bajo la dirección de un docente privado y, trasladado a Lima, ingresó a pesar de su condición de hijo ilegítimo, al Colegio Real de San Martín (1583).
En 1588 ingresó a la Orden de San Agustín, donde hizo sus primeros votos al año siguiente, para pasar a la casa de estudios agustina en Guadalupe. Al término de sus estudios, marchó a Trujillo para hacer su profesión religiosa (1593), siendo a continuación enviado a los pueblos de la sierra y los valles próximos para adoctrinar a los indios. Durante su oficio pastoral adquirió conocimiento de las lenguas nativas así como de las antiguas civilizaciones indígenas. En 1604 retornó a Lima, desde donde fue trasladado al corregimiento de Castrovirreyna (1607) donde atendió las doctrinas de Chupamarca, San Pedro de Huarca (1608) y otras. En Corpahuasi efectuó un auto de fe con pequeños ídolos y conopas de los indios (1616). También estuvo en Chuquibamba, Chirirque y Acobamba (1617), prosiguió a Aymaraes y Cuzco llegando finalmente a Copacabana (1618) donde permaneció buen tiempo, fruto del cual escribió el libro que le dio fama.